# Afrique du Sud aux Jeux olympiques d'hiver de 2002
Cet article contient des informations sur la participation et les résultats de l'Afrique du Sud aux Jeux olympiques d'hiver de 2002, qui se sont déroulés à Salt Lake City aux États-Unis.
En 2002, l'Afrique du Sud participait à ses quatrièmes Jeux olympiques, et pour la première fois de son histoire, l'Afrique du Sud envoya qu'un seul athlète aux J.O. et le seul athlète fut le skieur Alexander Heath.

## Ski alpin
| Nom             | Épreuve                                              | Place                                              | Résultat                                                                              |
| --------------- | ---------------------------------------------------- | -------------------------------------------------- | ------------------------------------------------------------------------------------- |
| Alexander Heath | Descente (m) Slalom Géant (m) Slalom (m) Combiné (m) | 51e (Descente) 48e (Slalom Géant) 27e (Slalom) DNF | 1 min 48 s 84 (Descente) 2 min 37 s 27 (Slalom Géant) 1 min 56 s 93 (Slalom) Pas fini |